# Chinchero
Chinchero és una localitat del Perú, capital del districte de Chinchero a la província de Urubamba, departament de Cusco. Bressol del prócer de la independència peruana, Mateo Pumacahua qui va lluitar al costat dels germans Angulo del Cusco el 1814. El 1993 tenia 1991 habitants. Es troba a una altitud de 3754 msnm i situat a uns 30 quilòmetres de Cusco. La zona monumental de Chinchero va ser declarada patrimoni històric del Perú el 1972 i Parc Arqueològic el 2005.
El parc arqueològic té una extensió de 34.800 hectàrees. Chinchero va ser ocupada anteriorment als inques. Durant l'Imperi Inca, l'inca Túpac Yupanqui va planificar la construcció de palaus per a l'elit. Actualment es poden observar les restes del palau sobre els que es va construir l'església colonial.

## Llocs d'interès
- Conjunt Arqueològic de Chinchero.[4]
- Temple colonial de Chinchero.[5]
- Museu de Chinchero.[6]
- Laguna de Huaypo.[7]
- Laguna de Piuray.[8]
- Fira de Chinchero.[9]